# Hannah Jeter
Hannah Jeter, nacida Davis (Santo Tomás, Islas Vírgenes, 5 de mayo de 1990) es una modelo estadounidense. Es  conocida por aparecer en Sports Illustrated Swimsuit Issue en 5 ediciones (2013-2017), siendo portada en 2015.

## Primeros años
Hannah Jeter es hija de Deborah L. "Debi" (Behm) y Conn Jay Davis Sr. Ha dicho que lo mejor de las Islas Vírgenes es "la gente amistosa, el fantástico tiempo y despertarse con el sonido de las olas".

## Carrera
Profesionalmente, Jeter ha aparecido en campañas de Ralph Lauren y Blue Label. Fue el rostro de la fragancia de Ralph Lauren, Ralph Rocks.
Jeter fue portada de la revista italiana D en 2006, de Elle México en agosto de 2009, de FHM edición francesa en septiembre de 2012 y de nuevo de FHM edición sudafricana en abril de 2013.
Ha sido modelo para Victoria's Secret como también para American Eagle Outfitters, Tommy Hilfiger, y Levi's. Jeter ha figurado en anuncios de DirecTV Genie.
En 2015, hizo un cameo en la película Vacation.
Ha sido presentadora de Project Runway: Junior desde 2015.

## Vida personal

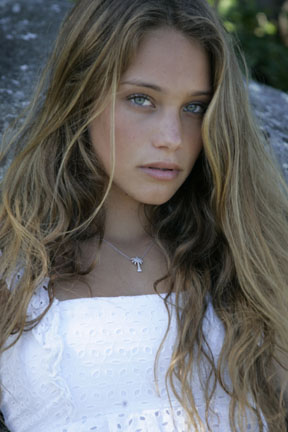
Hannah Davis

Jeter es una aficionada del tenis y del voleyball. Es la sobrina de Glenn Davis.
A principios de noviembre de 2015, el jugador de béisbol Derek Jeter confirmó el compromiso de la pareja. Se casaron el 9 de julio de 2016 en Napa Valley. El 17 de agosto de 2017 Hannah dio a luz a su primera hija, una niña llamada Bella Raine Jeter. Su segunda hija, nacida en enero de 2019, se llama Story Grey Jeter. El 2 de diciembre de 2021 nació su tercera hija, River Rose. Su hijo, Kaius Green, nació el 5 de mayo de 2023.